# Torri Saverio e Francesco
Le Torri Saverio e Francesco sono delle torri ubicate nel Centro direzionale di Napoli. Costituiscono il terzo complesso di grattacieli più alto del CDN dopo la Torre Telecom Italia e le Torri ENEL.

## Storia
Le torri Saverio e Francesco sono ubicate nel Centro Direzionale di Napoli. Raggiungono l'altezza di 118 metri e sono costituite da 34 piani. La Torre Francesco è sede dell'Autorità per le Garanzie nelle Comunicazioni (Agcom) nonché la nuova sede del quotidiano "Il Mattino". La Torre Saverio, invece, è stata una delle sedi di Telecom Italia, ed attualmente è presente in prevalenza la sede napoletana di Accenture Technology Solution, mentre ai piani 27 e 28, dal 16 ottobre 2023 si trova la sede napoletana della Digital Transformation Company "Engineering Ingegneria Informatica".

## Descrizione
Raggiungono l'altezza di 118 metri e si innalzano per 34 piani.
Nonostante le torri siano uguali tra loro (“gemelle”),  soltanto le Torri ENEL vengono considerate come le vere Torri Gemelle di Napoli.